# Kinabalusmygsångare
Kinabalusmygsångare (Locustella accentor) är en fågel i familjen gräsfåglar inom ordningen tättingar.

## Utseende och läte
Kinabalusmygsångaren är en mörkbrun tätting med lång och bred stjärt och fläckat grått på strupe och bröst. Sången består av tre genomträngande visslingar, den sista utdragen och raspande.

## Utbredning och systematik
Fågeln förekommer i bergsskogar i norra Borneo (bergen Kinabalu och Trus Madi). Den behandlas som monotypisk, det vill säga att den inte delas in i några underarter.

### Släktestillhörighet
Arten placerades tidigare i släktet Bradypterus men DNA-studier visar att de asiatiska medlemmarna av släktet står nära arterna i Locustella och förs därför numera dit.

### Familjetillhörighet
Gräsfåglarna behandlades tidigare som en del av den stora familjen sångare (Sylviidae). Genetiska studier har dock visat att sångarna inte är varandras närmaste släktingar. Istället är de en del av en klad som även omfattar timalior, lärkor, bulbyler, stjärtmesar och svalor. Idag delas därför Sylviidae upp i ett flertal familjer, däribland Locustellidae.

## Levnadssätt
Kinabalusmygsångaren hittas i tät undervegetation i bergsskogar, framför allt i snåriga och mossrika områden med mycket död ved och döda löv. Arten är svår att få syn på och upptäcks lättast på sången. Den är dock relativt lätt att komma nära, därav det engelska namnet Friendly Bush Warbler.

## Status
Arten har ett begränsat utbredningsområde och tros minska i antal. Trots det kategoriseras populationen som livskraftig av internationella naturvårdsunionen IUCN.